# Byrudita
La byrudita és un mineral de la classe dels òxids. Rep el nom de les mines de maragda de Byrud, a Noruega, la seva localitat tipus.

## Característiques
La byrudita és un òxid de fórmula química (Be,◻)(V3+,Ti,Cr)₃O₆. Va ser aprovada com a espècie vàlida per l'Associació Mineralògica Internacional l'any 2013. Cristal·litza en el sistema ortoròmbic. La seva duresa a l'escala de Mohs és 7. És l'anàleg de vanadi de la verbierita, i és una espècie molt relacionada amb la kyzylkumita.
L'exemplar que va servir per a determinar l'espècie, el que es coneix com a material tipus, es troba conservat a les col·leccions del Museu d'Història Natural de la Universitat d'Oslo (Noruega) amb el número de catàleg: 43570.

## Formació i jaciments
Va ser descoberta a les mines de maragda de Byrud, situades al municipi d'Eidsvoll (Viken, Noruega). També ha estat descrita al dipòsit de níquel i coure de Pechenga, a l'óblast de Múrmansk (Rússia).